# Літтл-Веллі (Нью-Йорк)
Літтл-Веллі (англ. Little Valley) — місто (англ. town) в США, в окрузі Каттарогус штату Нью-Йорк. Населення — 1675 осіб (2020).

## Демографія
Згідно з переписом 2010 року, у місті мешкало 1740 осіб у 691 домогосподарстві у складі 452 родин. Було 858 помешкань
Расовий склад населення:
| - 95,8 % — білих - 1,7 % — чорних або афроамериканців - 1,3 % — корінних американців - 0,1 % — азіатів |

До двох чи більше рас належало 0,9 %. Частка іспаномовних становила 1,3 % від усіх жителів.
За віковим діапазоном населення розподілялося таким чином: 21,9 % — особи молодші 18 років, 64,0 % — особи у віці 18—64 років, 14,1 % — особи у віці 65 років та старші. Медіана віку мешканця становила 40,0 року. На 100 осіб жіночої статі у місті припадало 111,7 чоловіків;  на 100 жінок у віці від 18 років та старших — 113,7 чоловіків також старших 18 років.
Середній дохід на одне домашнє господарство  становив 47 668 доларів США (медіана — 40 579), а середній дохід на одну сім'ю — 54 825 доларів (медіана — 44 196). Медіана доходів становила 34 135 доларів для чоловіків та 30 774 долари для жінок. За межею бідності перебувало 21,2 % осіб, у тому числі 36,1 % дітей у віці до 18 років та 9,2 % осіб у віці 65 років та старших.
Цивільне працевлаштоване населення становило 788 осіб. Основні галузі зайнятості: освіта, охорона здоров'я та соціальна допомога — 21,3 %, мистецтво, розваги та відпочинок — 20,3 %, будівництво — 11,7 %, транспорт — 8,6 %.